# Braim
Braim est un hameau situé dans la province d'Alberta, dans le centre-est.

## Démographie
En 2016, sa population était de 78 habitants.